# Гірські роми
Берґітка Рома (ром. Górscy Romowie, у циганській літературі також відомі як карпатські роми або польські високогірні цигани) — мовна та етнографічна група ромів у Польщі, що проживає переважно в таких воєводствах: Підкарпатському, Малопольському, Силезському та Нижньошльонському.
Це нащадки ромів, які з початку XV століття прийшли до Польщі кількома хвилями міграції з південного сходу вздовж Карпат і з півдня, насамперед з історичних областей Угорщини. Займалися здебільшого ковальством та музикою. До Другої світової війни вони жили переважно в сільській місцевості передгір'я Карпат, але після 1945 р. вони також оселилися у більших містах регіону (Краків, Тарнув, Жешув) і в південній частині Повернених територіїй. У ромському діалекті, яким вони користуються, багато мадяризмів, що разом із характерними архаїчними особливостями відмінювання, властивостями дієвідмінювання, синтаксису та фонетики свідчать про його належність до центрально-північної діалектної гілки цієї мови.
Інші групи ромів у Польщі часто називають карпатських ромів такими, що мають низький соціальний статус, що виправдовується звинуваченням у тому, що вони відступають від принципів романіпе. Варто, однак, зауважити, що цей аргумент є результатом суб'єктивного визначення цих принципів представниками інших груп, тоді як самі карпатські роми мають власну багату традицію, яка для них є суттю поняття романіпе, і таким чином також є основою для самоідентифікації. Ця традиція складається насамперед з багатої духовної культури, вираженої в ліричних та епічних усних творах, а також визнання певних загальних ромських цінностей і практики звичаїв, які також мають свої аналоги серед інших ромських груп у світі. Кожна з ромських громад, які проживають у Польщі, має різну історію приходу на ці землі, але унікальність гірських ромів полягає в тому, що вони порівняно рано перейшли до осілого способу життя (з XVIII ст.), що стало результатом відповідних соціально-економічних умов і частково тиску габсбурзької влади.